# Igreja Baptista Evangélica em Angola
A Igreja Baptista Evangélica em Angola é uma associação cristã evangélica de Igrejas batistas em Angola. Ela é afiliada à Aliança Batista Mundial. A sede está localizada em Luanda.

## História
A União tem suas origens em uma missão britânica da Sociedade Missionária Batista e na fundação de uma igreja em 1878 em M'banza Congo.  Foi fundada oficialmente em 1977.  Em 2008, foi reconhecida pelo governo como parceira social do Estado por suas ações nas áreas de educação e saúde.  De acordo com um censo da associação, em 2023 ela disse que tinha 415 igrejas e 174,218 membros. 

## Escolas
Possui 34 escolas filiadas. 

## Serviços de Saúde
Tem um centro oftalmológico em M'banza Congo. 